# No Name Face
Lifehouse – pierwszy album grupy Lifehouse, wydany 30 lipca 2000 roku przez wytwórnię DreamWorks. 

## Lista utworów
1. Hanging by a Moment - 3:34
2. Sick Cycle Carousel - 4:23
3. Unknown - 4:06
4. Someone else's Song - 4:36
5. Trying - 3:52
6. Only One - 4:56
7. Simon - 6:01
8. Cling and Clatter - 4:29
9. Breathing - 4:25
10. Quasimodo - 4:32
11. Somewhere in Between - 4:14
12. Everything - 6:07